# Rhaphiolepis umbellata
Rhaphiolepis umbellata  — вид квіткових рослин родини розових (Rosaceae), що походить з Кореї, Японії та Тайваню. 
Виростає до 4 м у висоту,  це вічнозелений кущ із глянцевим овальним листям і запашними білими квітами.

## Опис
Чагарники або невеликі дерева, 2-4 м заввишки. Гілки чорнувато-коричневі, спочатку коричневі опушені, глабресцентні. Прилистників не видно; черешок 5–10 мм, підголий; листова пластинка зеленувата абаксіально, темно-зелена адаксіально, вузькоеліптична, яйцеподібна або оберненояйцеподібна (2–)4–10 × (1.2–)2–4 см, густо шкіряста, сітчасті жилки помітні абаксіально, адаксіально злегка блискучі, основа клиноподібна, край цілий або віддалено городчатий, злегка обертається, верхівка тупа до злегка гострої. волоть термінальна, багато квітучих; квітконіс густо коричневий опушений; Прицветников не видно. Квітконіжка відсутня або 1-2 мм, густо коричнева опушена. Гіпантій оберненоконічний, густо коричневий опушений. Чашолистки ланцетні або трикутно-ланцетні, довші за гіпантій, 3–4.5 мм, абаксіально рідко коричневі опушені, адаксіально густо такі, край цілокраїй, верхівка загострена. Пелюстки білі, оберненояйцевидні, 1-1,2 см, голі, верхівка тупа. Тичинок 20, коротше пелюсток. Зав'язь 2-локулеподібна, з 2 семязачатками в локулі; стилів 2, вроджених біля основи. Зернятка чорнувато-фіолетова, куляста, 7–10 мм у діам., глауцесцентна; плодоносна квітконіжка 2–5 мм, гола; чашолистки їдкі, залишаючи кільцеподібне кільце. Квітень–червень, о. вересень–листопад.

## Поширення
Тайвань, Е Чжецзян (Путуо Сянь, Тяньтай Сянь) [Японія].

## Вирощування
Росте на захищеній від посушливих або холодних вітрів місцевості у вологому, помірно родючому ґрунті на повному сонці
Розмножують з напівлистяних живців в кінці літа або відводками восени. Розмножують насінням посівом під прогріте скло при повному освітленні

## Використання
Насіння - використовується як борошно.
Плоди їстівні у вареному вигляді, з них можна варити варення 

## Цікаві факти
R. umbellata є найвитривалішим видом з роду Rhaphiolepis, оскільки витримує температуру -15 °C.

## Галерея

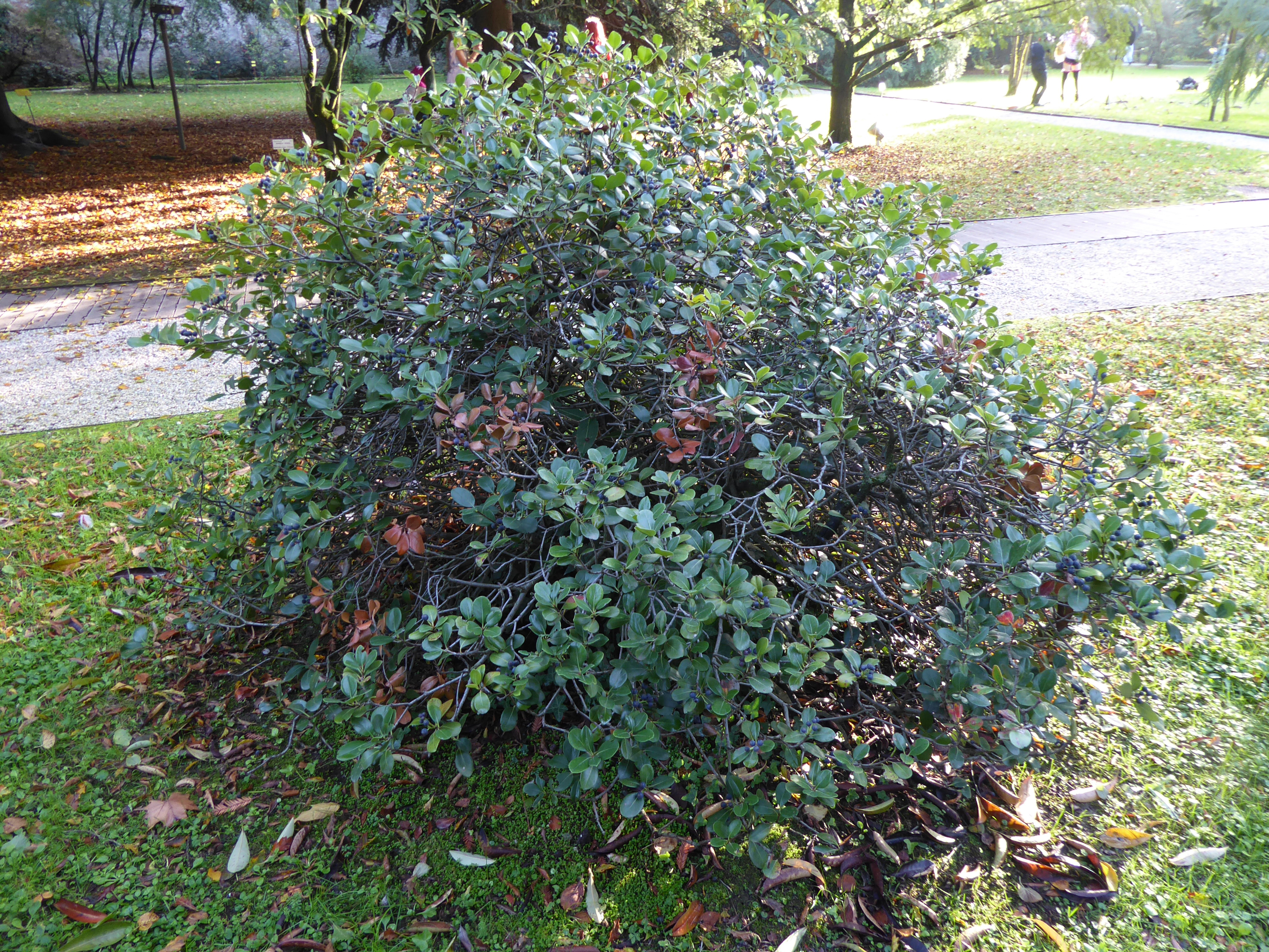
Кущ
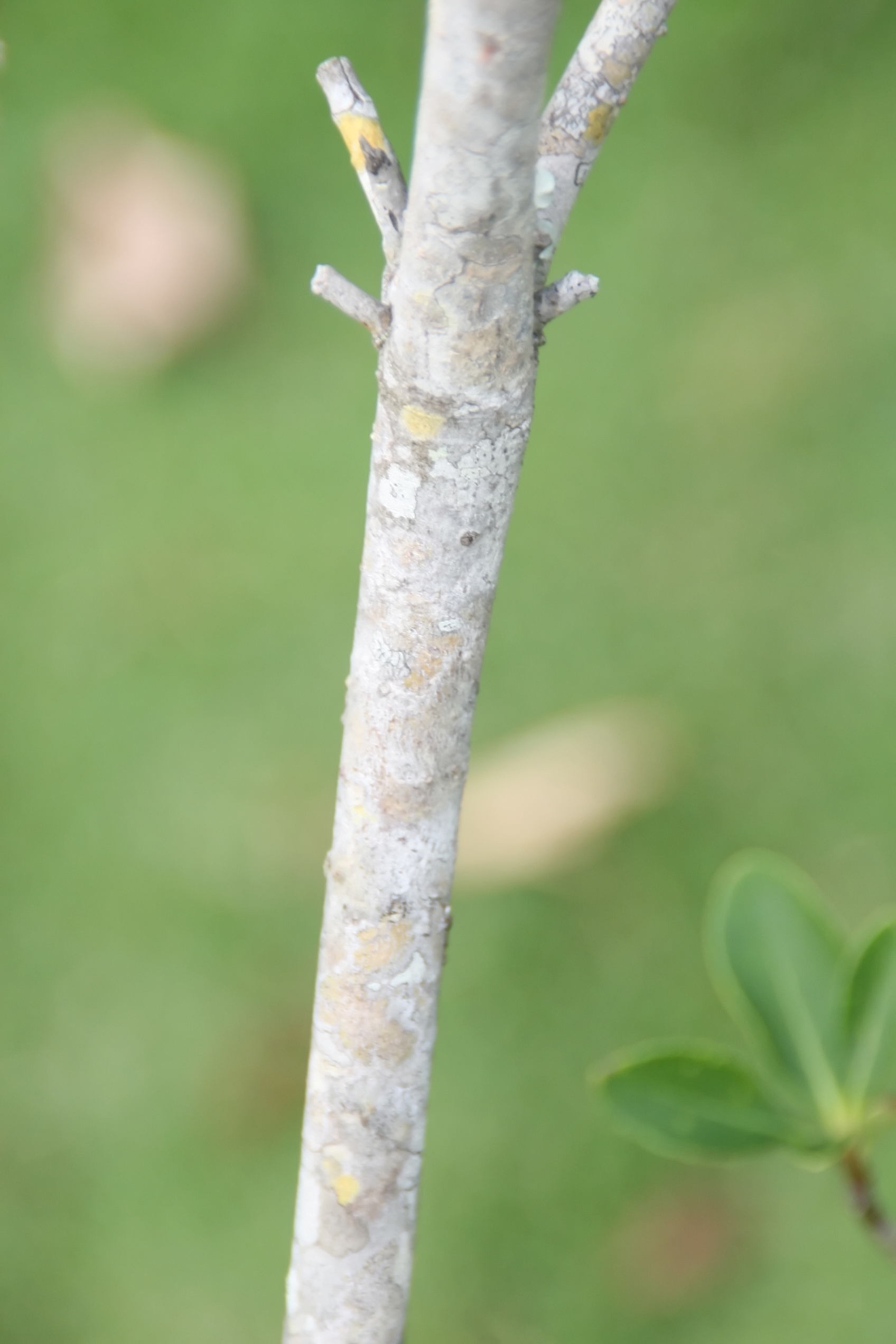
Стовбур
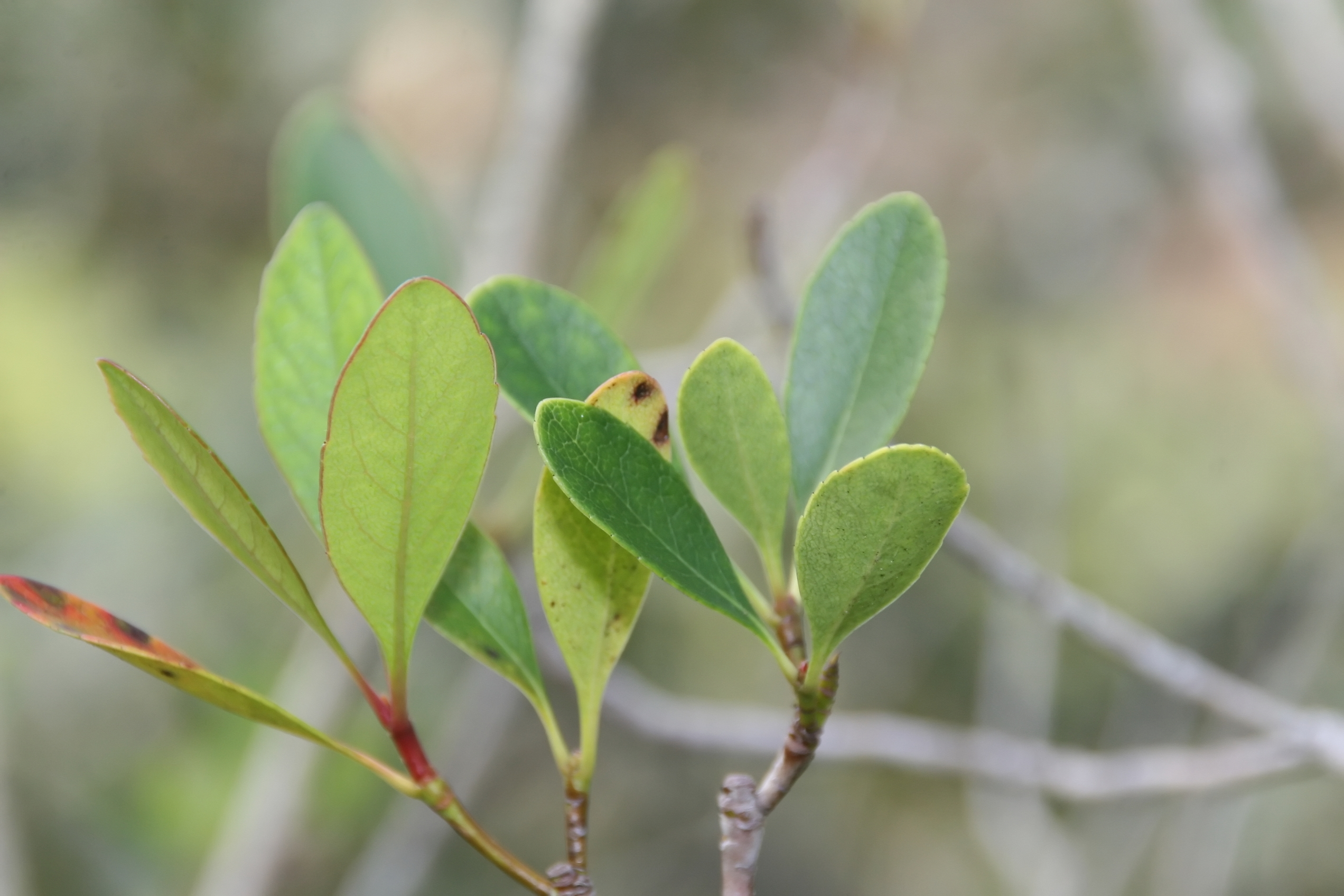
Листя
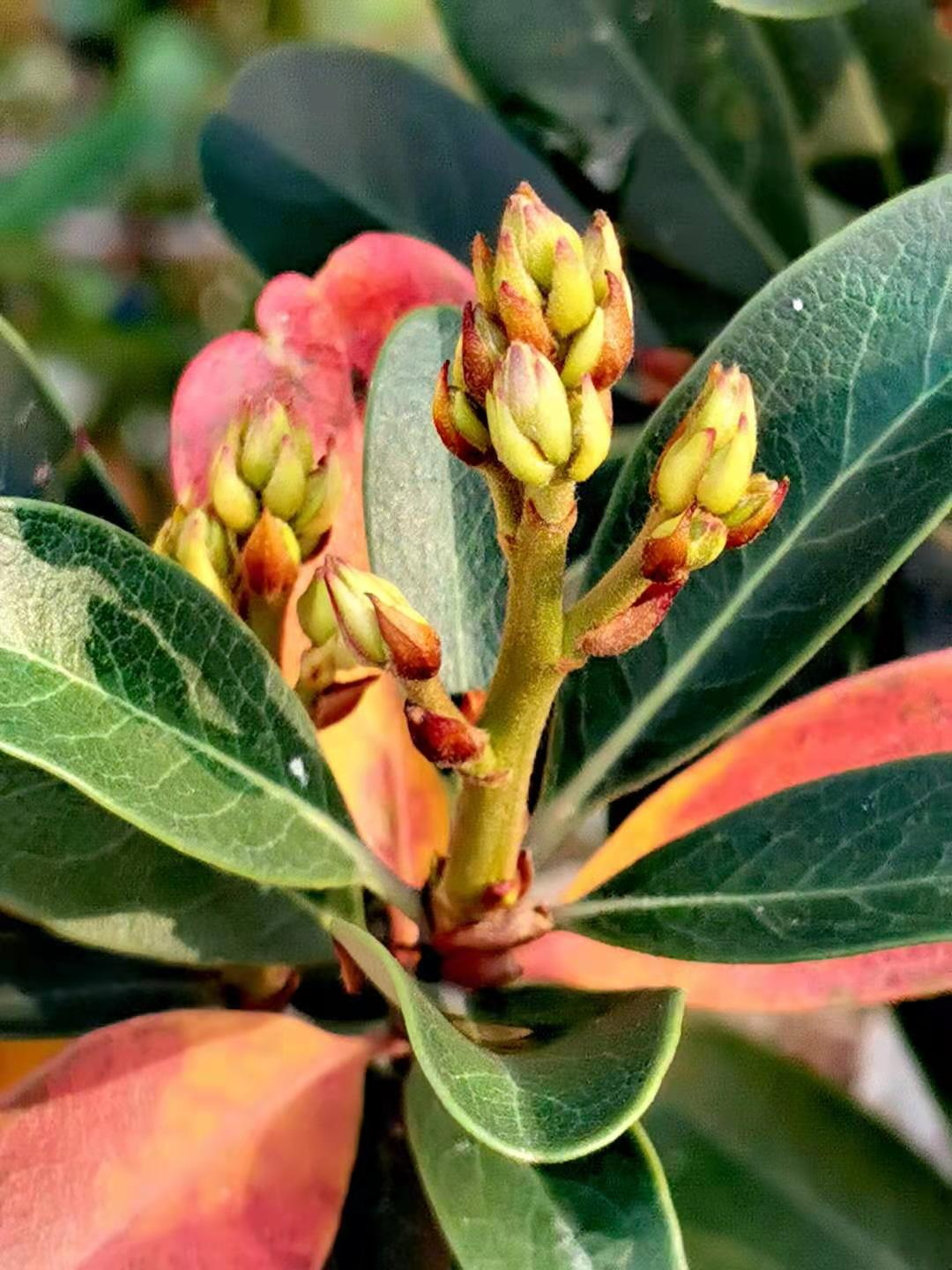
Бутони
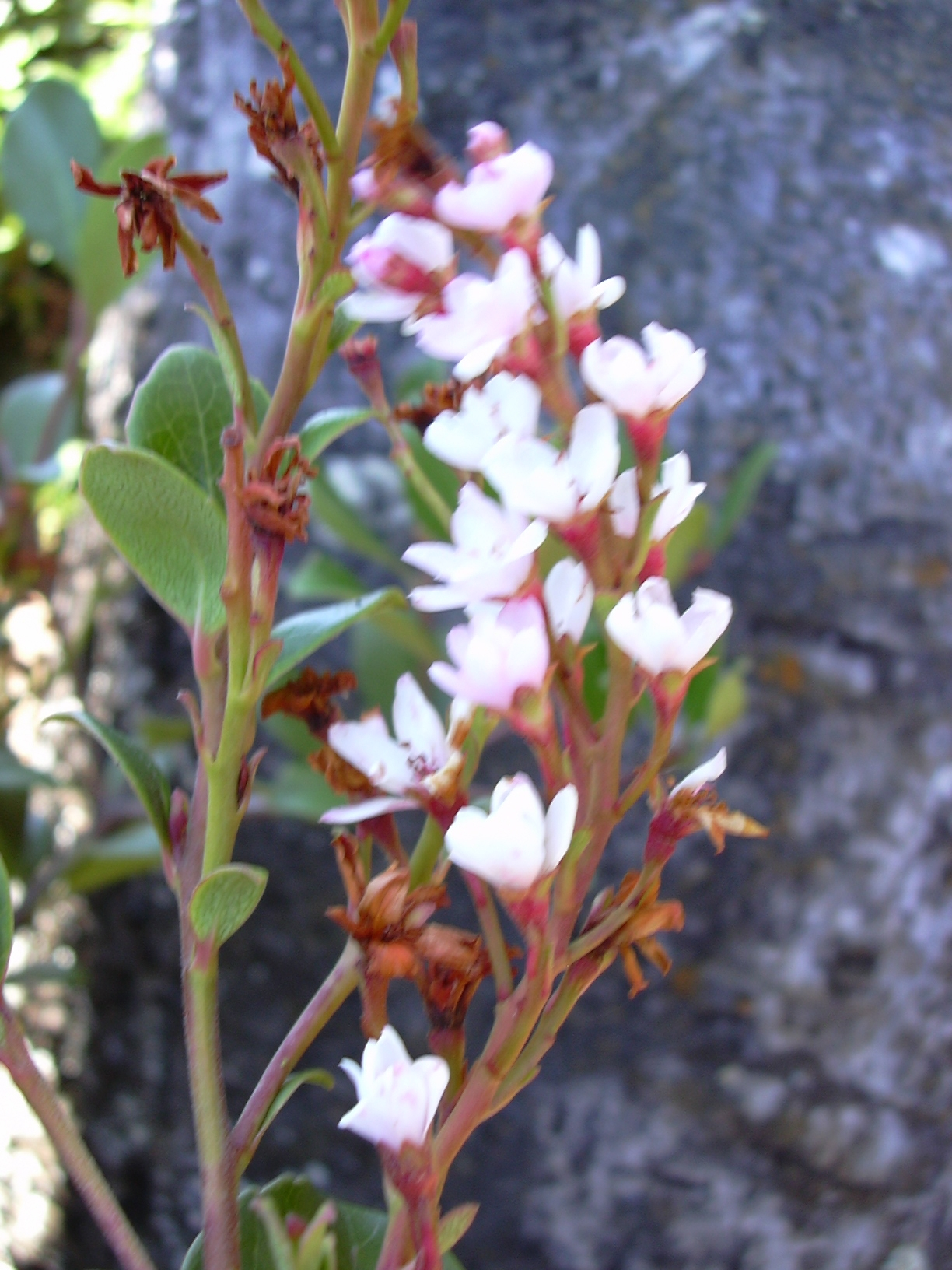
Квіти
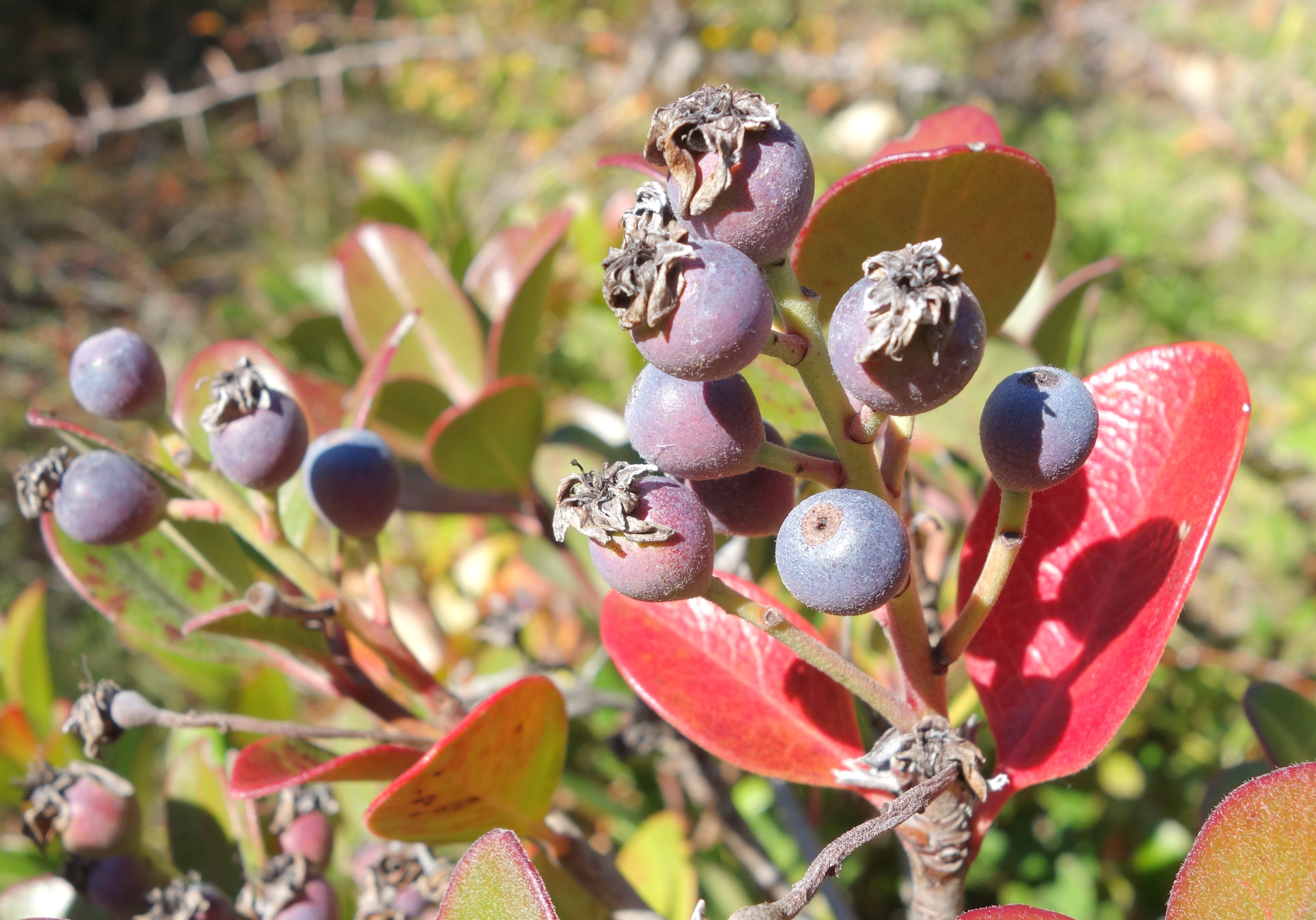
Плоди